# Дигиталне аудио књиге у DAISY формату
DAISY је скраћеница за дигитално приступачне информационе системе (Digital Accessible Information System) и односи се на технички стандард за дигиталне аудио књиге, периодичне публикације и компјутеризован текст. DAISY je креиран као пуна замена за штампане материјале и дизајниран тако да би био коришћен од стране људи са дисабилитетима, као што су слепило, слабовидост и дислексија. Базиран на mp3 и xml формату, DAISY стандард поседује напредније карактеристике у односу на традиционалне аудио књиге. Корисници аудио књига у овом формату књиге могу претраживати, додавати белешке, кретати се кроз њих ред по ред и регулисати брзину читања (односно слушања) без дисторзије. Такође DAISY омогућава озвучавање доступних табела, референци и додатних информација. Као резултат људима са оштећењем вида омогућено је коришћење и навигација кроз комплексније штампане материјале попут енциклопедија или уџбеника, у другим условима недоступних у конвенционалним аудио форматима.

## Технички подаци
DAISY мултимедијални садржаји могу бити књиге, магазини, новине, часописи, компјутеризован текст или синхронизоване презентације текста и звука. Овим се омогућава до шест уграђених „нивоа навигације“ за садржај, укључујући ту и додатне садржаје попут слика, графика или математичких симбола. Код DAISY стандарда, навигација је омогућена унутар секвенцијалних и хијерархијских структура састављених од означених линија текста синхронизованих са звуком.DAISY 2 је био базиран на XHTML и SMIL(Synchronized Multimedia Integration Language) језицима. Док је DAISY 3 новија технологија, такође базирана на XML-у и стандардизована од стране ANSI (Америчког националног завода за стандардизацију) и NISO (Националне организације за стандардизацију информација) Z39.86-2005
Дигиталне аудио књиге су колекције електронских фајлова аранжираних тако да презентују информације циљаној групи корисника уз помоћ алтернативних медија, односно, људског или компјутерски генерисаног гласа, писма за слепе, или визуелног приказа, као што су нпр. прилично увеличана слова. Дигиталне аудио књиге у DAISY формата обично садрже следеће облике материјала:
- Паковање: Сет података који описују конкретну аудио књигу
- Текстуални садржај: Садржи текст документа у XML језику
- Аудио фајлове: MP3 снимке, људског или компјутерски генерисаног гласа
- Слике: за визуелну презентацију
- Синхронизацију фајлова: синхронизује различите формате дигиталне аудио књиге током репродукције
- Контролну навигацију: за прегледање хијерархијске структуре документа
- Фајл за обележавање и акцентовање: даје кориснику могућност да означи и упамти делове текста
- Ресурс фајл: служи за управљање репродукцијом материјала
- Фајл за дистрибуцију информација: мапира сваки SMIL фајл у специфичној медијској јединици

## Доступност материјала
С обзиром да DAISY формат најчешће користе особе са инвалидитетом, многе од постојећих организација које стварају већ доступне верзије разних садржаја за слепе и слабовиде се полако удаљавају од традиционалних метода дистрибуције ових материјала, каква је нпр. касета, и полако прилагођавају DAISY стандардима.
Основна структура DAISY фајла је слична обичним аудио фајловима, који могу постојати и сами за себе, али у случају када су спаковани у DAISY SMIL фајл, постоје и одређене информације које су енкриптоване и да би се користиле морају се декриптовати и на тај начин обезбедити менаџмент и репродукцијом ових садржаја.

## Репродукција и креирање
DAISY књиге се могу „читати“ на самосталним DAISY плејерима, компјутерима који користе DAISY софтвер за репродукцију, мобилним телефонима, и MP3 плејерима (уз ограничену навигацију). DAISY књиге могу бити дистрибуиране на CD/DVD медијима, меморијским картицама или путем Интернета.
Такође компјутеризован текст DAISY књиге може да се чита коришћењем екрана за читање писма за слепе или уз помоћ софтвера за читање, штампа Брајевом азбуком на папиру, претворен у аудио датотеку може се читати и уз помоћ компјутерски синтетизованог или људског гласа, и штампан на папиру крупним словима, као велики примерак штампане књиге.

### Софтверска репродукција
Софтвери за репродукцију DAISY књига су:
- AMIS — Adaptive Multimedia Information System: софтвер плејера отвореног кода за Windows платформу који ради са неколико екран читача (screen readers); доступан на многим језицима; развијен од стране DAISY конзорцијума[10][11]
- Android Daisy ePub Reader: бесплатан софтвер за Android платформу[12]
- AnyDaisy Firefox Extension, из Benetech-a[13]
- ButtercupReader: интернет базирана апликација за DAISY 3 књиге[14][15]
- CUCAT Olearia, бесплатан DAISY читач за Mac OS X[16][17]
- DAISY Book Reader, плејер отвореног кода за GNOME рачунаре (GTK)[18]
- Daisy Delight: бесплатан плејер за DAISY 2.02 за Mac OS X и оперативне системе базиране на Unix-у[19]
- DAISYPlayer: бесплатан плејер за Microsoft Windows; једино доступан на шпанском[20]
- daisy-player, отвореног кода, вишејезични, за Linux, омогућава репродукцију DAISY књига из командне линије[21]
- DaisyWorm: плејер за DAISY 2.02 (2002) и DAISY 3 (2005), за iPhone, iPod touch and iPad; iOS 4 и новије[22]
- Dolphin EasyReader и EasyReader Express, комерцијалан e-book читач са подршком за DAISY, незаштићени ePub и друге формате, за Microsoft Windows платформу[23]
- Dorina DAISY Reader (DDReader+): отворени код, бесплатан софтвер за Windows, чита само DAISY 3.0, доступан на енглеском, шпанском и португалском[24]
- emerson-reader, читач отвореног кода, вишеплатформски (Linux, Mac OS X, Windows), чита Epub и DAISY[25]
- FSReaderDAISY Player Software: софтвер за PAC Mate и Desktop; подржава DAISY 2 и DAISY 3[26]
- GoDaisy: online DAISY плејер, на шведском[27]
- Go Read: софтвер DAISY читача отвореног кода за Android уређаје[28]
- InDaisy Reader, плејер за iPhone и iPod, подржава Daisy 2.02 and Daisy 3[29]
- Mobile DAISY Player, комерцијални плејер за Symbian телефоне[30]
- MAX the DAISY Player, бесплатан плејер за Microsoft Windows[31][32]
- Read2Go: комерцијални e-book читач за Apple iOS уређаје (iPad, iPhone, iPod Touch), посебно дизајниран за књиге са Bookshare-а и online библиотеку за људе са оштећењима вида; разво га је Benetech[33][34]
- ReadHear: комерцијалан; за Mac OS и Windows платформу[35]
- Read:OutLoud 6: комерцијалан; за Mac OS и Windows платформу[тражи се извор]
- Read:OutLoud Bookshare Edition[36]
- Simple Daisy Web Player: софтвер отвореног кода који омогућава корисницима репродукцију DAISY књига у браузеру[37]
- Texthelp Read&Write: комерцијалан; за Mac OS и Windows[38]
- Darwin Reader: за Android платформу, чита DAISY 2.02 и DAISY 3.0 текст и аудио књиге[39]

### Hardverska reprodukcija
Постоји широк спектар хардвера доступног за управљање DAISY садржајима који су обично у облику преносивих уређаја. Неки од ових уређаја служе само за репродукцију, док се на другима може користити и посебним функционалностима, нпр. обележавањем или кретањем кроз DAISY садржаје.
Кратка листа производа са подршком за репродукцију DAISY садржаја обухвата:
- Victor Reader Stream, ручни преносиви DAISY плејер за слепе и особе са оштећењем вида и слуха и за штампу, кога производи HumanWare[40]
- Victor Reader Wave, такође производ фирме HumanWare, ради се о преносивом CD плејеру који може да репродукује DAISY садржаје са CD медија[41]
- BookSense, који је произвео GW Micro; унапређени модел плејера за репродукцију DAISY садржаја, са уграђеном флеш меморијом и Bluetooth слушалицама, такође могућношћу да се користи као радио плејер[42]
- Служба за слепе и хендикепиране Народне библиотеке у Америци такође је развила властиту варијанту DAISY плејера који је специјално дизајниран за кориснике са оштећењима вида, којим је замењен стари систем преслушавања касета.[43]

### Креирање
Софтверски додаци или проширења за креирање DAISY датотека који су доступни су:
- ''Microsoft'' и Sonata Software за креирање DAISY датотека за ''Microsoft Word'' и конверзију ''Office Open XML'' текст докумената у DAISY формат[44][45]
- odt2daisy: екстензија за ''Apache OpenOffice'' и ''LibreOffice'' која служи за експорт OpenDocument текста у DAISY XML или пуни DAISY (односно XML и аудио)[46][47]

Други алати за креирање DAISY датотека подразумевају:
- the DAISY Pipeline,[48]
- the DAISY Pipeline GUI,[48]
- PipeOnline,[49]
- Daisy Producer,[50][51]
- Z39.86 DTB Validator, „Zedval“,[52]
- DAISY Demon,[53][54]
- Dolphin Publisher,[55] and Dolphin EasyProducer[56] (commercial products)
- Obi,[57]
- Tobi,[58]
- Book Wizard Producer,[59] by the American Printing House for the Blind.
- Max Daisy Maker[60]